# Acrocercops crena
Acrocercops crena is een vlinder van de familie van de mineermotten (Gracillariidae). De wetenschappelijke naam van deze soort is voor het eerst voorgesteld door Virginijus Sruoga en Jurate de Prins in een publicatie uit 2023.
De soort komt voor in Kenia.